# Five (Yoni-Kretzmer-Album)
Five ist ein Jazzalbum von Yoni Kretzmer. Die am 22. Juli 2015 in den Tedesco Studios in Paramus, New Jersey, entstandenen Aufnahmen erschienen am 1. Mai 2016 auf OutNow Recordings.

## Hintergrund
Nach mehreren Alben mit seinem Yoni Kretzmer 2Bass Quartet (mit den Bassisten Sean Conly und Reuben Radding sowie Mike Pride am Schlagzeug) spielte der Saxophonist das bisher einzige Album mit seiner neuen Band Five ein; ihr gehörten der Posaunist Steve Swell, der Kornettist Thomas Heberer, der Bassist Max Johnson und der Schlagzeuger Chad Taylor an.
Yoni Kretzmer orientiere sich möglicherweise an einer Form der Numerologie und habe in seiner Beschäftigung mit dem Free Jazz ein weiteres Werk geschaffen, indem er die Gültigkeit eines Ensembles mit mehreren Bläsern untersucht, notierte Ken Waxman. Ob sich der Titel auf die Anzahl der Spieler oder die Anzahl der Kompositionen bezieht – die Zahl fünf wecke auch Erinnerungen an die The New York Contemporary Five, eine Band, in der 1963/64 Don Cherry, John Tchicai und Archie Shepp mit Don Moore bzw. Ronnie Boykins und J. C. Moses bzw. Sunny Murray spielten.

## Titelliste
- Yoni Kretzmer: Five (OutNow Recordings ONR 026)[3]

1. July 19
2. Quintet I
3. Quintet II
4. Feb 23
5. For DC

Die Kompositionen stammen von Yoni Kretzmer.

## Rezeption
Der in New York ansässige israelische Saxophonist Yoni Kretzmer habe für das Debüt seines Quintetts eine hochkarätige Besetzung zusammengestellt, schrieb John Sharpe in All About Jazz. Kretzmers sorgfältig arrangierte Kompositionen würden klassischen Kleingruppen-Free Jazz erzeugen, der wie eine kleine Bigband wirke. Es sei die Art von Session, die man vielleicht auf dem Label Black Saint in seiner Blütezeit vorgefunden hat, allerdings mit einem Hauch zeitgenössischer Attitüde. Kretzmer nutzte seine Crew voll aus, nicht nur mittels experimentierfreudiger Solisten, sondern auch als erfahrene Ensemblespieler, die in der Lage sind, Motive zu improvisieren, sich dem dialogischen Spiel hinzugeben und mühelos zwischen Stilen und Herangehensweisen zu wechseln.
Man komme nicht umhin zu bemerken, dass der Tenorsaxophonist Kretzmer in seinem Spiel eine schroffe Kontrolle über Zungenstöße und Altissimo-Erweiterungen mitbringe, die er von Künstlern wie Shepp und John Coltrane geerbt hat, schrieb Ken Waxman in JazzWord. Aber was die Kompositionen angeht, handle es sich bei Five eher um eine zusammenhängende Suite als um die üblichen Explosionen von kleineren Gruppen der 1960er-Jahre. Die Anordnung harmonisierter Kornettlinien, die im einleitenden „July 19“ neben den beiden anderen Bläser angelegt sind, würden beispielsweise in den vorletzten Augenblicken des Schlussstücks „For DC“ wiederbelebt, bis prozesshaft flatternde Zungen das Ende stabilisieren.